# 宣和奉使高麗圖經

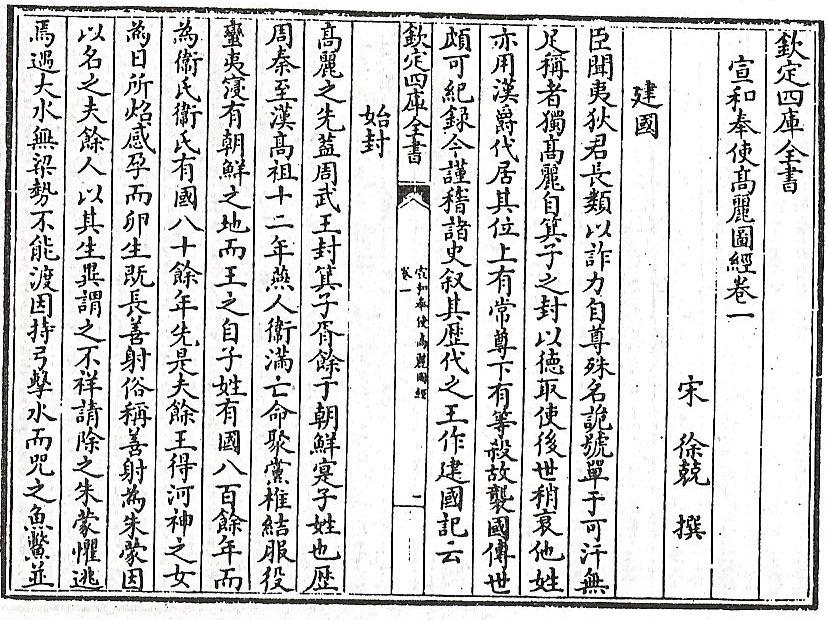
《宣和奉使高麗圖經》書影

《宣和奉使高麗圖經》（簡稱《高麗圖經》），是由中國宋朝人徐兢所撰的朝鮮半島高麗朝史書，凡四十卷。宋徽宗宣和年間，徐兢奉命出使高麗，在國都開城逗留一個多月，回到中國後，把所見所聞撰寫此書，以進獻皇帝。書中記載了高麗朝的歷史、政制、社會等方面的情況，是研究當時朝鮮半島史的重要典籍。

## 成書背景

### 關於作者徐兢
《宣和奉使高麗圖經》的作者徐兢（1091年-1153年），字明叔，號自信居士，北宋甌寧縣（在今福建省南平市境）人，一說和州歷陽縣人，善於繪畫、書法，曾擔任地方官員、大宗丞兼掌書學、刑部員外郎等職。
在1123年（宋徽宗宣和五年，高麗仁宗元年），高麗睿宗王俁去世，北宋派使團到高麗弔慰，徐兢便是其中一員。宣和六年（1124年），高麗入貢，請於上願得能書者國中，繼遣給事中路允廸報聘，即以公為國信所提轄人船禮物官，因撰高麗圖經四十卷。（《宋故尚書刑部員外郎徐公行狀》）。徐兢在高麗國都開城逗留一個多月，回到中國後，把高麗的「建國立政之體，風俗事物之宜」，記述成書，「使不逃于繪畫紀次之列」。

### 撰書目的
據徐兢在《宣和奉使高麗圖經‧原序》裡所說，他撰寫這部史書，是要繼承古來外交人員把出使見聞「書之以為四方之志」的傳統，務求使中國皇帝「深居高拱於九重，而察四方萬里之遠，如指諸掌」，對外國國情能加深了解。

### 撰書過程
徐兢乘著出使高麗的機會，「徧問以事，正使者之職」，回國後便「謹因耳目所及，博采衆說，簡汰其同於中國者，而取其異焉」，於是在1124年（宋徽宗宣和六年）寫成這書，一共三百餘條，四十卷，另外還「圖其形事，為之說」，以清晰地介紹高麗文物。

## 內容
《宣和奉使高麗圖經》的內容如下：
- 卷一：《建國》，為高麗朝成立的歷史。
- 卷二：《世次》，略述高麗朝歷代君王。
- 卷三：《城邑》，記述高麗朝的城制、地理等資料。
- 卷四：《門闕》，記述開城城門及王宮宮門的資料。
- 卷五：《宮殿一》，記述高麗的主要宮殿。
- 卷六：《宮殿二》，記述高麗的主要宮
- 卷七：《冠服》，記述高麗各階級人士的服飾。
- 卷八：《人物》，記述當時高麗朝中的名流人物。
- 卷九：《儀物一》，記述高麗文物的資料。
- 卷十：《儀物二》，記述高麗文物的資料。
- 卷十一：《仗衞一》，記述高麗的軍隊編制資料。
- 卷十二：《仗衞二》，記述高麗的軍隊編制資料。
- 卷十三：《兵器》，記述高麗軍隊的兵器資料。
- 卷十四：《旗幟》，記述高麗儀制裡的旗幟資料。
- 卷十五：《車馬》，記述高麗的車馬運輸資料。
- 卷十六：《官府》，記述高麗的主要官署及機關部門。
- 卷十七：《祠宇》，記述高麗的寺廟情況。
- 卷十八：《道教》，記述高麗的道教、佛教情況。
- 卷十九：《民庶》，記述高麗士、農、工、商等階層的情況。
- 卷二十：《婦人》，記述高麗貴婦、婢女等的情況。
- 卷二十一：《皂隸》，記述高麗官府下級人員的情況。
- 卷二十二：《雜俗一》，記述高麗習俗。
- 卷二十三：《雜俗二》，記述高麗習俗。
- 卷二十四：《節仗》，記述高麗儀仗的資料。
- 卷二十五：《受詔》，記述高麗朝廷對中國使節的外交禮制資料。
- 卷二十六：《燕禮》，記述高麗人宴會的習尚情況。
- 卷二十七：《館舍》，記述高麗招待外人的館舍情形。
- 卷二十八：《供帳一》，為高麗招待外國使節的用品資料。
- 卷二十九：《供帳二》，為高麗招待外國使節的用品資料。
- 卷三十：《器皿一》，為高麗所產的器皿及其工藝的描繪。
- 卷三十一：《器皿二》，為高麗所產的器皿及其工藝的描繪。
- 卷三十二：《器皿三》，為高麗所產的器皿及其工藝的描繪。
- 卷三十三：《舟楫》，記述高麗船隻的資料。
- 卷三十四：《海道一》，記述高麗海上交通及海島的資料。
- 卷三十五：《海道二》，記述高麗海上交通及海島的資料。
- 卷三十六：《海道三》，記述高麗海上交通及海島的資料。
- 卷三十七：《海道四》，記述高麗海上交通及海島的資料。
- 卷三十八：《海道五》，記述高麗海上交通及海島的資料。
- 卷三十九：《海道六》，記述高麗海上交通及海島的資料。
- 卷四十：《同文》，回顧高麗與中國遼、宋等王朝的關係，以及儒學發展、樂律、度量衡等情況。

此外，《四庫全書》版《宣和奉使高麗圖經》，尚有清人所撰的《提要》，及附錄《宋故尚書刑部員外郎徐公行狀》（為徐兢的簡傳）。
※原本有圖，在靖康之禍中亡失。

## 史料價值
中國與朝鮮半島因地緣接近，雙方往來頻繁，因而在中國曾出現不少有關朝鮮半島方面的著作，如《雞林記》、《雞林志》、《雞林類事》、《朝鮮賦》、《朝鮮圖說》、《朝鮮志》、《朝鮮史略》等等，但這些書或亡或存，唯獨《宣和奉使高麗圖經》內容最富，傳世最久，因而成為今日研究古代中韓關係及交通史最珍貴的史料。 该书说高丽是高句丽之后，这影响了后世的中国史书。

## 在中國的流傳情況
《宣和奉使高麗圖經》成書於1124年（宋徽宗宣和六年），原書圖文並全，但圖在靖康之禍中亡佚。1167年（宋孝宗乾道三年），徐兢的姪兒徐蕆首次刊印此書，雖無法覓得原圖，但仍沿用「圖經」為書名。這個本子在台灣國立故宮博物院中亦有收藏。
宋朝以後，還有明末時海鹽人鄭休仲據鈔本重刊的本子，以及清修四庫全書時據鈔本著錄的本子，但都有極多偽奪脫漏的情況，均非善本。1793年（清乾隆五十八年），歙縣鮑廷博據家藏鈔本及鄭休仲刊本校勘出版，列入《知不足齋叢書》，但仍有訛誤，未算完善。

## 外部連結
- （中文）.[永久]
- （中文）.[永久]
- （中文）.[永久]
- （中文）.   [2008-04-12]. （原始内容存档于2014-04-07）.
- （中文）.[永久]